# (2697) Albina
(2697) Albina es un asteroide perteneciente al cinturón exterior de asteroides descubierto por Bela Alekséyevna Burnasheva el 9 de octubre de 1969 desde el Observatorio Astrofísico de Crimea en Naúchni.

## Designación y nombre
Albina recibió inicialmente la designación de 1969 TC3.
Más tarde se nombró en honor de la astrónoma moscovita Albina Alekséyevna Serova, amiga de la descubridora.

## Características orbitales
Albina está situado a una distancia media de 3,561 ua del Sol, pudiendo alejarse hasta 3,845 ua y acercarse hasta 3,277 ua. Tiene una inclinación orbital de 3,582° y una excentricidad de 0,07967. Emplea 2454 días en completar una órbita alrededor del Sol.